# Mistrovství světa v alpském lyžování 1935
5. Mistrovství světa v alpském lyžování se konalo v roce 1935 v švýcarském Mürrenu.

## Medailisté

### Muži
| Soutěž    | Zlato        | Stříbro      | Bronz                            |
| Sjezd     | David Zogg   | Émile Allais | Willi Steuri                     |
| Slalom    | Anton Seelos | David Zogg   | Friedl Pfeiffer Francǫis Vignole |
| Kombinace | Anton Seelos | Émile Allais | Birger Ruud                      |

### Ženy
| Soutěž    | Zlato            | Stříbro          | Bronz           |
| Sjezd     | Christl Cranzová | Hady Pfeiffer    | Anny Rüegg      |
| Slalom    | Anny Rüegg       | Christl Cranzová | Käthe Grasegger |
| Kombinace | Christl Cranzová | Anny Rüegg       | Käthe Grasegger |

## Přehled medailí
| Pořadí         | Stát           | Zlato | Stříbro | Bronz | Celkově |
| 1              | Rakousko       | 3     | 0       | 1     | 4       |
| 2              | Německo        | 2     | 2       | 2     | 6       |
| 3              | Švýcarsko      | 1     | 2       | 2     | 5       |
| 4              | Francie        | -     | 2       | 1     | 3       |
| 5              | Norsko         | -     | -       | 1     | 1       |
| Medailové sady | Medailové sady | 6     | 6       | 7     | 19      |